# Печиград
Печиград — село в муніципалітеті Цазин (Боснія і Герцеговина).

## Населення
Згідно з переписом населення 2013 року, населення становило 960 осіб.
| Національність       | Кількість | Відсоток |
| -------------------- | --------- | -------- |
| Босняки              | 857       | 89,3 %   |
| Хорвати              | 11        | 1,1 %    |
| інша/незадекларована | 92        | 9,6 %    |
| Всього               | 960       | 100 %    |